# Государственный дальневосточный университет
Госуда́рственный Дальневосто́чный университе́т (ГДУ) — высшее учебное заведение, существовавшее во Владивостоке в 1920—1930 годах.
ГДУ был образован 17 апреля 1920 года постановлением № 220 временного правительства — Приморской областной земской управой на базе Восточного института. Первым ректором был Г. В. Подставин.
20 февраля 1930 года ВЦИК и НК РСФСР принял постановление о создании девяти новых вузов, а ГДУ был ликвидирован.